# У пошуках Фріди
У пошуках Фріди (ісп. Buscando a Frida) — американський телесеріал 2021 року у жанрі драми, трилеру, та створений компанією Telemundo Global Studios. В головних ролях — Едуардо Сантамаріна, Хімена Еррера, Арап Бетке, Алехандра Баррос.
Перша серія вийшла в ефір 26 січня 2021 року.
Серіал має 1 сезон. Завершився 84-м епізодом, який вийшов у ефір 24 травня 2021 року.
Режисер серіалу — Карлос Вільєгас, Феліпе Агілар, Маурісіо Корредор.
Сценарист серіалу — Алехандро Вергара, Феліпе Сілва, Гізела Лабрада, Сандра Веласко.
Серіал є адаптацією чилійської теленовели під назвою ¿Dónde está Elisa?, 2009 р.

## Сюжет
Сюжет обертається навколо сім'ї Понса і того, як все життя раптово змінилося, коли їхня дочка Фріда зникла в ніч при святкуванні дня народження її батька. Під час розслідування виявляються брехня, образи та секрети, які перетворюють усіх на підозрюваних.

## Сезони
| Сезон | Епізоди | Епізоди | Оригінальний показ | Оригінальний показ | Оригінальний показ |
| Сезон | Епізоди | Епізоди | Перший показ       | Останній показ     | Мережа             |
| ----- | ------- | ------- | ------------------ | ------------------ | ------------------ |
| 1     | 84      | 84      | 26 січня 2021      | 24 травня 2021     | Telemundo          |

## Аудиторія
| Сезон | Серії | Перший ефір     | Перший ефір        | Останній ефір    | Останній ефір      | Середня кількість глядачів (мільйони) |
| Сезон | Серії | Дата            | Глядачі (мільйони) | Дата             | Глядачі (мільйони) | Середня кількість глядачів (мільйони) |
| ----- | ----- | --------------- | ------------------ | ---------------- | ------------------ | ------------------------------------- |
| 1     | 84    | 26 січня 2021 р | 1,20               | 21 травня 2021 р | 1,48               | 1,09                                  |

## Актори та ролі
| Актор               | Роль                     | Сезон                |
| Актор               | Роль                     | 1                    |
| ------------------- | ------------------------ | -------------------- |
| Едуардо Сантамаріна | Абелардо Понс            | Основний персонаж    |
| Хімена Еррера       | Марсела Брібієска        | Основний персонаж    |
| Арап Бетке          | Мартін Кабрера           | Основний персонаж    |
| Алехандра Баррос    | Рафаела Понс             | Основний персонаж    |
| Рубен Замора        | Сальвадор Теран          | Основний персонаж    |
| Фабіола Гуахардо    | Сільвія Канту            | Основний персонаж    |
| Хорхе Луїс Морено   | Анхель Ольвера           | Основний персонаж    |
| Греттель Вальдес    | Габріела Понс            | Основний персонаж    |
| Альберто Казанова   | Антоніо Кармона          | Основний персонаж    |
| Глорія Перальта     | Фіскал Джульєта Самбрано | Основний персонаж    |
| Карла Каррільо      | Саша Кабальєро           | Основний персонаж    |
| Херман Бракко       | Дієго Кармона            | Основний персонаж    |
| Хорхе Луїс Васкес   | Енріке Артеага           | Основний персонаж    |
| Аксель Аренас       | детектив Роблес          | Основний персонаж    |
| Майра Сієрра        | Аманда                   | Основний персонаж    |
| Вікторія Уайт       | Фріда Понс Брібієска     | Основний персонаж    |
| Хімена Мартінес     | Інгрід Теран             | Періодичний персонаж |
| Мікель Матеос       | Томас Теран              | Періодичний персонаж |
| Тамара Гусман       | Розіта                   | Періодичний персонаж |
| Іванна Кастро       | Кароліна Понс Брібієска  | Періодичний персонаж |
| Валері Саїс         | Лаура Понс Брібієска     | Періодичний персонаж |
| Роберто Баллестерос | Фабіо Педроза            | Періодичний персонаж |

## Інші версії
| Рік  | Країна         | Українська назва | Оригінальна назва                    | Кількість | Кількість | В головних ролях                                                                                                 | Компанія                            | Канал          |
| Рік  | Країна         | Українська назва | Оригінальна назва                    | сезонів   | серій     | В головних ролях                                                                                                 | Компанія                            | Канал          |
| ---- | -------------- | ---------------- | ------------------------------------ | --------- | --------- | --- | ----------------------------------- | -------------- |
| 2009 | Чилі           | Де Еліза?        | ¿Dónde está Elisa?                   | 1         | 112       | Сігрід Алегрія, Франциско Мело, Альваро Рудольфі                                                                 | Televisión Nacional de Chile        | TVN            |
| 2010 | США            | Де Еліза?        | ¿Dónde está Elisa?                   | 1         | 107       | Соня Сміт, Габріель Поррас, Хорхе Луїс Піла, Катрін Сіачоке                                                      | Telemundo Studios                   | Telemundo      |
| 2010 | Туреччина      | Де моя дочка?    | Kızım Nerede?                        | 1         | 26        | Едже Услу, Хусейн Авні Даніял, Бурак Хакки, Озге Гюрель                                                          | Medya Vizyon                        | atv            |
| 2011 | Філіппіни      | Де ти Еліза?     | Nasaan Ka, Elisa?                    | 1         | 90        | Мелісса Рікс, Альберт Мартінес, Агот Ісідро, Віна Моралес                                                        | Dreamscape Entertainment Television | ABS-CBN        |
| 2012 | Колумбія       | Де Еліза?        | ¿Dónde está Elisa?                   | 1         | 107       | Крістіна Уманья, Хорхе Енріке Абельо, Анабель Ріверо, Лаура Періко, Хуан Пабло Гамбоа                            | Vista Productions, Inc              | RCN Televisión |
| 2012 | Болгарія       | Де Магі?         | Kŭde e Magi?                         | 1         | 52        | Атанас Сребрев, Йоан Карамфілов, Іван Барнєв, Георгі Стайков, Марґіта Гошева, Параскева Джукелова, Бісер Марінов |                                     | BTV            |
| 2014 | Індія          | Повертайся Тріша | Laut Aao Trisha                      | 1         | 175       | Бхагьяшрі Патвардхан, Ейджаз Хан, Джай Калра, Наліні Негі, Саміт Вяс                                             | 24 Frames Media                     | Life OK        |
| 2014 | Південна Корея | Сімейні таємниці | Gajokeui Bimil (англ. Family Secret) | 1         | 103       | Сін Ин-кьон, Кім Син-су, Чха Хва-йон, Рю Те-джун                                                                 | Creative Leaders Group 8            | tvN            |
| 2018 | Португалія     | Де Еліза?        | Onde Está Elisa?                     | 3         | 145       | Марко Д'алмейда, Антоніу Педро Сердейра, Ана Крістіна де Олівейра, Гайді Бергер                                  | Plural Entertainment                | TVI            |